# Saison NBA Development League 2014-2015
Navigation
Saison 2013-2014 Saison 2015-2016
La saison NBA Development League 2014-2015 est la 14e saison de la NBA Development League, la ligue mineure de la National Basketball Association (NBA). Les Warriors de Santa Cruz remportent le titre de champion,  en s'imposant en finale face aux Mad Ants de Fort Wayne.
La D League a atteint un nombre de 18 équipes pour la saison 2014-2015. Pour la première fois dans l’histoire de la ligue, la NBA D League a été alignée en deux conférences avec deux divisions chacune, deux avec cinq et deux avec quatre.
Une équipe d’expansion, les Knicks de Westchester, s’est jointe aux 17 équipes de la saison précédente. L'Armor de Springfield a déménagé à Grand Rapids et a été renommé Drive de Grand Rapids, et les 66ers de Tulsa ont déménagé à Oklahoma City, devenant le Blue d'Oklahoma City.

## Saison régulière

### Conférence Est

#### Division Est
| Équipe                | V  | D  | PCT  | GB | Dom.  | Ext. |
| --------------------- | -- | -- | ---- | -- | ----- | ---- |
| x- Red Claws du Maine | 35 | 15 | 70 % | –  | 20–6  | 15-9 |
| x- Charge de Canton   | 31 | 19 | 62 % | 4  | 14–10 | 17–9 |
| BayHawks d'Érié       | 24 | 26 | 48 % | 11 | 15–10 | 9–16 |
| 87ers du Delaware     | 20 | 30 | 40 % | 15 | 11–14 | 9–16 |
| Knicks de Westchester | 10 | 40 | 20 % | 25 | 9–16  | 1–24 |

#### Division Centrale
| Équipe                     | V  | D  | PCT  | GB | Dom.  | Ext.  |
| -------------------------- | -- | -- | ---- | -- | ----- | ----- |
| x- Skyforce de Sioux Falls | 29 | 21 | 58 % | –  | 14–10 | 15–11 |
| x- Mad Ants de Fort Wayne  | 28 | 22 | 56 % | 1  | 14–11 | 14–11 |
| Energy de l'Iowa           | 26 | 24 | 52 % | 3  | 13–12 | 13–12 |
| Drive de Grand Rapids      | 23 | 27 | 46 % | 6  | 15–9  | 8–18  |

### Conférence Ouest

#### Division Sud-Ouest
| Équipe                      | V  | D  | PCT  | GB | Dom.  | Ext.  |
| --------------------------- | -- | -- | ---- | -- | ----- | ----- |
| x- Spurs d'Austin           | 32 | 18 | 64 % | –  | 18–8  | 14–10 |
| x- Blue d'Oklahoma City     | 28 | 22 | 56 % | 4  | 16–9  | 12–13 |
| Vipers de Rio Grande Valley | 27 | 23 | 54 % | 5  | 14–11 | 13–12 |
| Legends du Texas            | 22 | 28 | 44 % | 10 | 8-17  | 14–11 |

#### Division Pacifique
| Équipe                    | V  | D  | PCT  | GB | Dom.  | Ext. |
| ------------------------- | -- | -- | ---- | -- | ----- | ---- |
| x- Warriors de Santa Cruz | 35 | 15 | 70 % | –  | 19-7  | 16–8 |
| x- Jam de Bakersfield     | 34 | 16 | 68 % | 1  | 17–8  | 17–8 |
| Bighorns de Reno          | 20 | 30 | 40 % | 15 | 14–11 | 6–19 |
| D-Fenders de Los Angeles  | 17 | 33 | 34 % | 18 | 12–13 | 5–20 |
| Stampede de l'Idaho       | 9  | 41 | 18 % | 26 | 6–19  | 3–22 |

## Playoffs
|  | Quarts de finale | Quarts de finale | Quarts de finale |            |             | Demi-finales | Demi-finales | Demi-finales |  |  | Finale | Finale     | Finale |
|  |                  |                  |                  |            |             |              |              |              |  |  |        |            |        |
|  | E1               | Maine            | 0                |            |             |              |              |              |  |  |        |            |        |
|  | E4               | Fort Wayne       | 2                |            |             |              |              |              |  |  |        |            |        |
|  | E4               | Fort Wayne       | 2                |            | E4          | Fort Wayne   | 2            |              |  |  |        |            |        |
|  |                  |                  |                  |            | E4          | Fort Wayne   | 2            |              |  |  |        |            |        |
|  |                  | E3               | Canton           | 0          |             |              |              |              |  |  |        |            |        |
|  | E2               | E3               | Canton           | 0          | Sioux Falls | 1            |              |              |  |  |        |            |        |
|  | E2               |                  |                  |            | Sioux Falls | 1            |              |              |  |  |        |            |        |
|  | E3               | Canton           | 2                |            |             |              |              |              |  |  |        |            |        |
|  |                  |                  |                  |            |             |              |              |              |  |  | E4     | Fort Wayne | 0      |
|  |                  |                  | O1               | Santa Cruz | 2           |              |              |              |  |  |        |            |        |
|  | O1               | Santa Cruz       | 2                |            |             |              |              |              |  |  |        |            |        |
|  | O4               | Oklahoma City    | 0                |            |             |              |              |              |  |  |        |            |        |
|  | O4               | Oklahoma City    | 0                |            | O1          | Santa Cruz   | 2            |              |  |  |        |            |        |
|  |                  |                  |                  |            | O1          | Santa Cruz   | 2            |              |  |  |        |            |        |
|  |                  | O2               | Austin           | 1          |             |              |              |              |  |  |        |            |        |
|  | O2               | O2               | Austin           | 1          | Austin      | 2            |              |              |  |  |        |            |        |
|  | O2               |                  |                  |            | Austin      | 2            |              |              |  |  |        |            |        |
|  | O3               | Bakersfield      | 1                |            |             |              |              |              |  |  |        |            |        |

MVP des Finales : Elliot Williams (Warriors de Santa Cruz)

## Récompenses
MVP de la saison régulière : Tim Frazier (Red Claws du Maine)
Rookie de l'année : Tim Frazier (Red Claws du Maine)
Défenseur de l'année : Aaron Craft (Warriors de Santa Cruz)
Joueur d'impact de l'année : Jerel McNeal (Jam de Bakersfield)
Joueur ayant le plus progressé : Joe Jackson (Jam de Bakersfield)
Prix Jason Collier pour l'esprit sportif : Renaldo Major (Jam de Bakersfield)
Entraîneur de l'année : Scott Morrison (Red Claws du Maine)
Dirigeant de l'année : Tim Salier (Spurs d'Austin)
MVP du All-Star D-League : Andre Emmett (Mad Ants de Fort Wayne)
| All-NBA D-League First Team : - Jerrelle Benimon (Stampede de l'Idaho) - Seth Curry (BayHawks d'Érié) - Earl Barron (Jam de Bakersfield) - Tim Frazier (Red Claws du Maine) - Willie Reed (Drive de Grand Rapids) | All-NBA D-League Second Team : - Chris Babb (Red Claws du Maine) - Bryce Cotton (Spurs d'Austin) - James Michael McAdoo (Warriors de Santa Cruz) - Arinze Onuaku (Charge de Canton) - Elliot Williams (Warriors de Santa Cruz) | All-NBA D-League Third Team : - Jabari Brown (D-Fenders de Los Angeles) - Eric Griffin (Legends du Texas) - Jerel McNeal (Jam de Bakersfield) - Adonis Thomas (Drive de Grand Rapids) - Damien Wilkins (Energy de l'Iowa) |